# Syrichtus
Syrichtus là một chi bướm ngày thuộc họ Bướm nâu.